# کداوونگ ستیا
کداوونگ ستیا (انگلیسی: Kedawung Setia) شرکت لوازم خانگی اندونزیایی است، که در سال ۱۹۷۳ تأسیس شد.